# 84118 Bracalicioci
84118 Bracalicioci este o planetă minoră (asteroid) din centura de asteroizi. A fost descoperită pe 3 septembrie 2002 la  de Fabrizio Bernardi⁠(d). 
Obiectul prezintă o orbită caracterizată de o semiaxă mare de 2,3168174445712 UAi, o excentricitate de 0,19, o înclinație de 5,3280779759845 ° în raport cu ecliptica.